# Kleine grijze specht
De kleine grijze specht (Dendropicos elachus) is een vogel uit de familie Picidae (spechten).

## Verspreiding en leefgebied
Deze soort komt voor in zuidelijk Mauritanië en noordelijk Senegal en van Mali tot westelijk Soedan.